# ドイツ少国民団
ドイツ少国民団（ドイツ語: Deutsches Jungvolk、ユングフォルク、略称 DJ）は、国民社会主義ドイツ労働者党の青少年組織ヒトラーユーゲントの下部組織である。主に、10歳から14歳の青少年が加盟していた。

## 概要

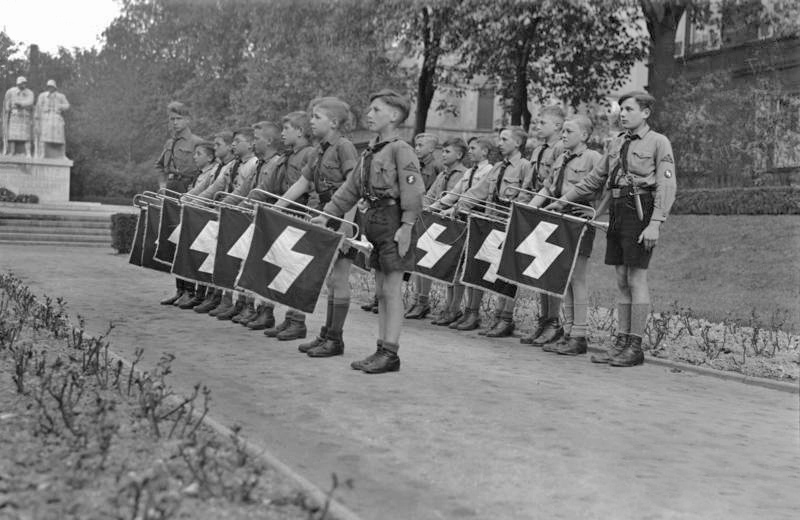
ドイツ少国民団の吹奏隊（1933年）

ドイツ少国民団の前身となる組織は当初、第一次世界大戦後のウィーンにおけるワンダーフォーゲル運動の民族主義分派によって発足した。1930年の夏、オーストリアとドイツに存在していたこれらの組織は、ナチ党の青年組織であるヒトラーユーゲントとの合議の下『大ドイツ少国民同盟（Deutsches Jungvolk, Bund der Tatjugend Großdeutschlands）』を形成していた。
1931年3月、ヒトラーユーゲント全国指導者のクルト・グルーバーが辞任した後、ヒトラーユーゲントの本部はプラウエンからミュンヘンに移転し、少国民同盟はヒトラーユーゲントの『ドイツ少年団（Deutsche Knabenschaft）』へ合併され『ドイツ少国民団（Deutsches Jungvolk）』として再編された。
1933年のナチ党の権力掌握後、ヒトラーユーゲント以外の各青少年組織は解散され、1936年12月1日のヒトラーユーゲント法により、すべての青少年組織は指導者原理に従い、組織化された。
「学校と家庭に加えて、全国の青少年は、肉体的、精神的、そして国民と国民社会主義に奉仕するため、国民社会主義の精神により道徳的に教育されるべきである」と宣言した当時のヒトラーユーゲント全国指導者バルドゥール・フォン・シーラッハは、1936年を「ドイツの若人の年（Jahr des Deutschen Jungvolks）」と銘記した。
少国民団に参加した多くの若者のうち、政治的信念から参加した者は比較的少数であり、大半は民族共同体の生活様式、昇進の機会、野外活動やスポーツ活動などに惹かれて入団した者が多かった。
1939年3月25日のヒトラーユーゲント法第2施行条例（青年奉仕条例）により全国の若者はヒトラーユーゲントへの加盟が強制された。また、第二次世界大戦中には、銃後における支援活動の中核となっていた。
1945年の終戦後、ヒトラーユーゲントの下部組織として、連合国管理理事会法第2号により組織は解散され、財産は没収された。

## 組織
- 少年分隊（Jungschaft） － 約10〜15人編成の部隊
- 少年小隊（Jungzug） － 3個少年分隊から成る
- 中隊旗群（Fähnlein） － 4個少年小隊から成る
- 少年団（Jungstamm） － 4個中隊旗群から成る
- 少年旗手団（Jungbann） － 5個少年団から成る

これらの部隊は当初、少年旗手団までは少国民団の管理下にあり、地域指導部はヒトラーユーゲントと共同の管理下にあった。

## 階級一覧
| 階級名                    | 訳                   | 相当する陸軍の階級 |
| ------------------------- | -------------------- | ------------------ |
| Reichsjugendführer        | 全国青少年指導者     | 元帥               |
| Obergebietsjungvolkführer | 上級地域少国民指導者 | 兵科大将           |
| Gebietsjungvolkführer     | 地域少国民指導者     | 中将               |
| Hauptjungbannführer       | 高級少年旗手団長     | 少将               |
| Jungbannführer            | 上級少年旗手団長     | 大佐               |
| Jungbannführer            | 少年旗手団長         | 大佐               |
| Oberjungstammführer       | 上級少年団長         | 中佐               |
| Jungstammführer           | 少年団長             | 少佐               |
| Hauptfähnleinführer       | 高級中隊旗群長       | 大尉               |
| Oberfähnleinführer        | 上級中隊旗群長       | 中尉               |
| Fähnleinführer            | 中隊旗群長           | 少尉               |
| Oberjungzugführer         | 上級少年小隊長       | 上級曹長           |
| Jungzugführer             | 少年小隊長           | 曹長               |
| Oberjungenschaftsführer   | 上級少年分隊長       | 軍曹               |
| Jungenschaftsführer       | 少年分隊長           | 伍長               |
| Oberhordenführer          | 上級群隊長           | 伍長勤務上等兵     |
| Hordenführer              | 群隊長               | 上等兵             |
| Jungvolkjunge             | 少国民青年団員       | 兵卒               |

## 主な活動

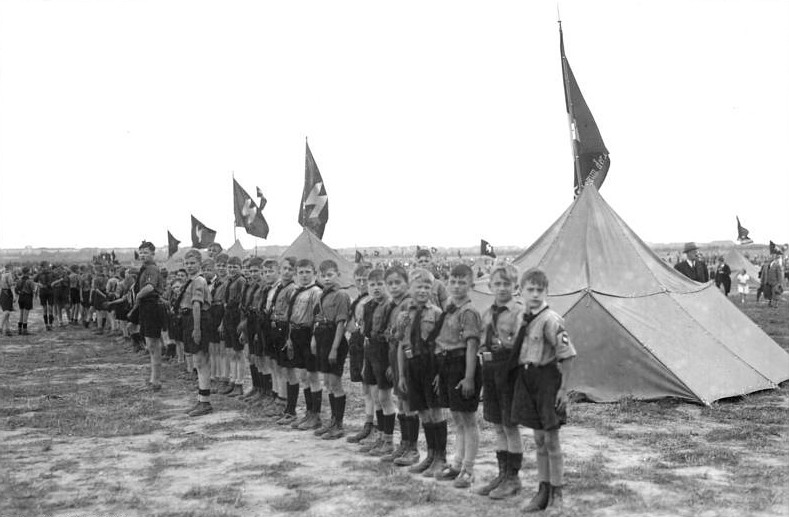
ベルリンでの野外集会における団員（1933）

団員は午後のスポーツ活動や野外活動への参加が奨励されていた。
1938年当時の活動は以下の通りとなっていた。
- 70m走
- 走り幅跳び
- 球技
- 肺活量訓練
- 日帰り旅行への参加
- 組織指導に関する学習
- 民謡及び党の闘争歌（ホルスト・ヴェッセルの歌など）の学習

一部の部隊では、新人はアドルフ・ヒトラーの個人経歴を暗唱し、筆記する訓練（約6〜10行程度）が行われていた。これらの活動の記録は「少国民団活動手帳」に記入された。
一定の訓練を履修した者には、ヒトラーユーゲント・ナイフ（Hitler-Jugend-Fahrtenmesser）が贈呈された。また、年齢ごとに定められた条件を満たすことで、15歳は鉄章、16歳は銅章、17歳は銀章と、ヒトラーユーゲント技能章（HJ-Führersportabzeichen）を取得することができた。

## 制服

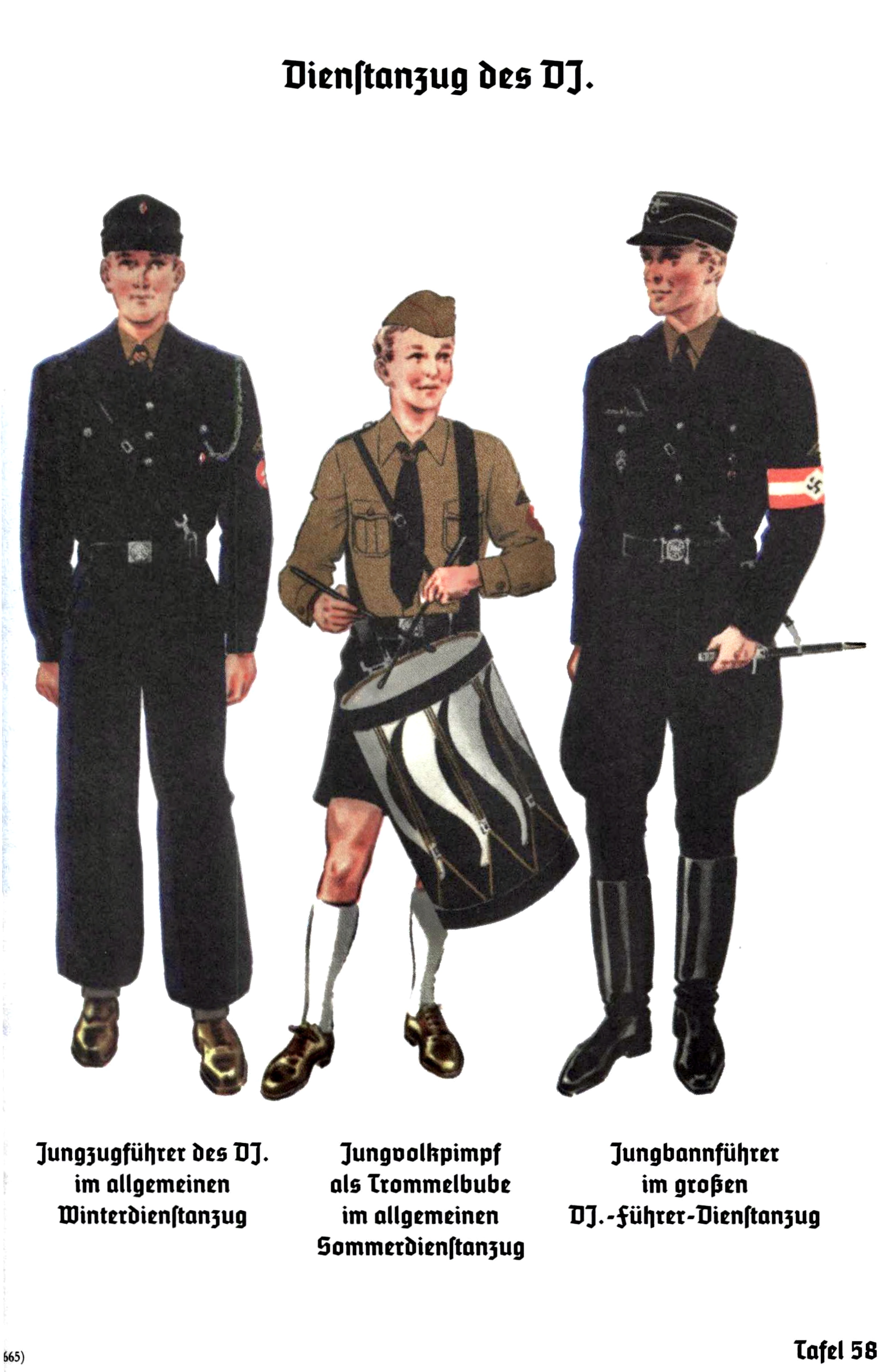
1940年の団員の制服（左より、一般団員用冬季型勤務服、一般団員用夏季型勤務服、指導者用冬季型勤務服）

団員の制服はヒトラーユーゲントの物と類似していた。夏季用の制服は、黒の半ズボンと褐色のシャツで構成され、黒のスカーフを用いた。冬季用の制服は全体が黒色で統一され、上衣は褐色のシャツと同様、腰部分までの裁断で下着には褐色のシャツと黒色のネクタイを用いた。ズボンは一般団員は黒のストレートズボンを用い、上級指導者は乗馬ズボンとなっていた。制帽は舟形の略帽が採用されており、1934年にヒトラーユーゲント内において舟形の略帽が廃止されると色付きのパイピングが付いた略帽と山岳型の制帽が新たに採用された。
制服の左上腕部には、所属地域を表記した袖章と「勝利」を象徴するジーク・ルーンの袖章が縫い付けられた。また、上級指導者はこれらと共にヒトラーユーゲントの腕章を併用した。

## ギャラリー

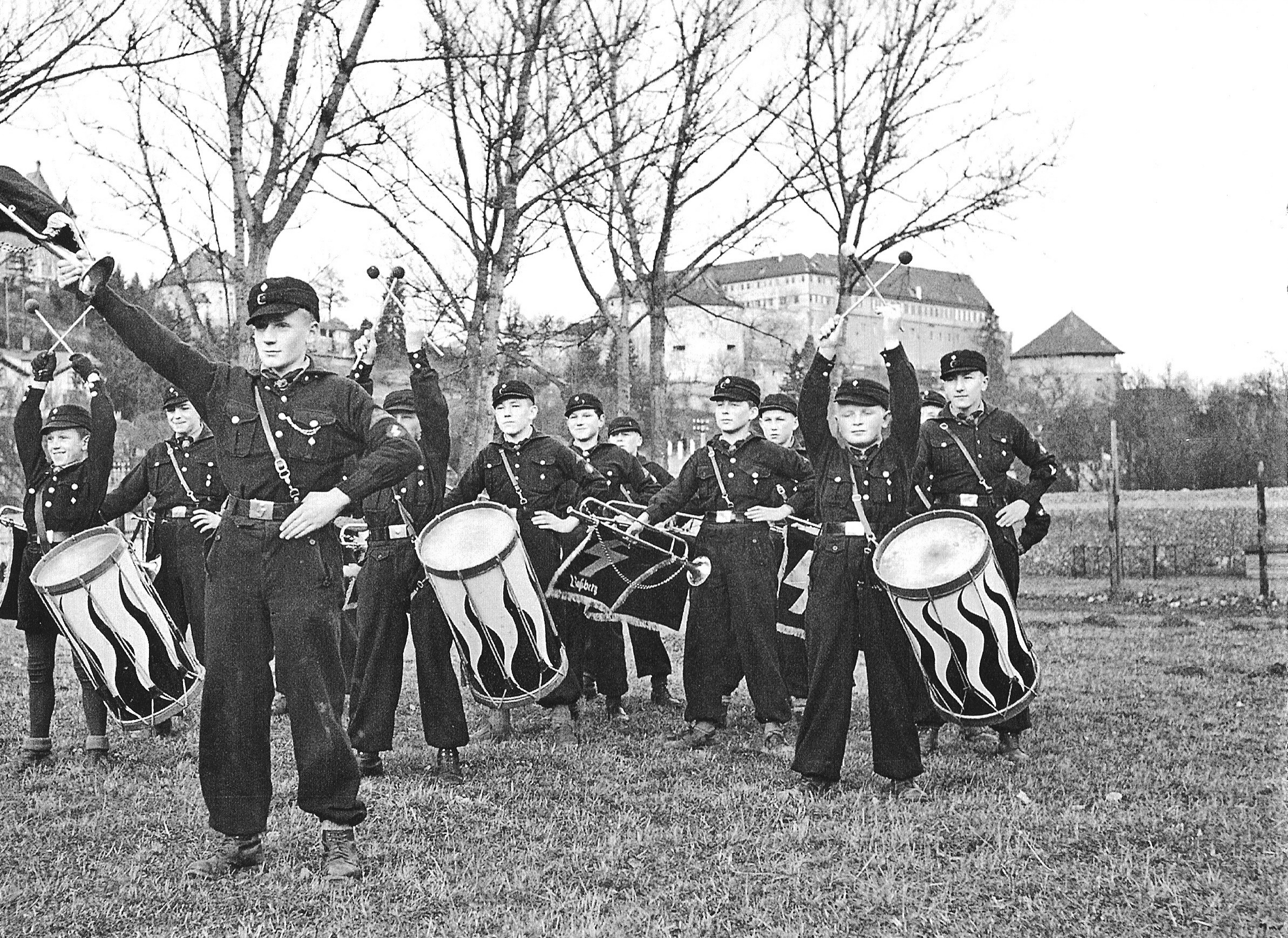
少国民団の鼓笛隊（1937年）
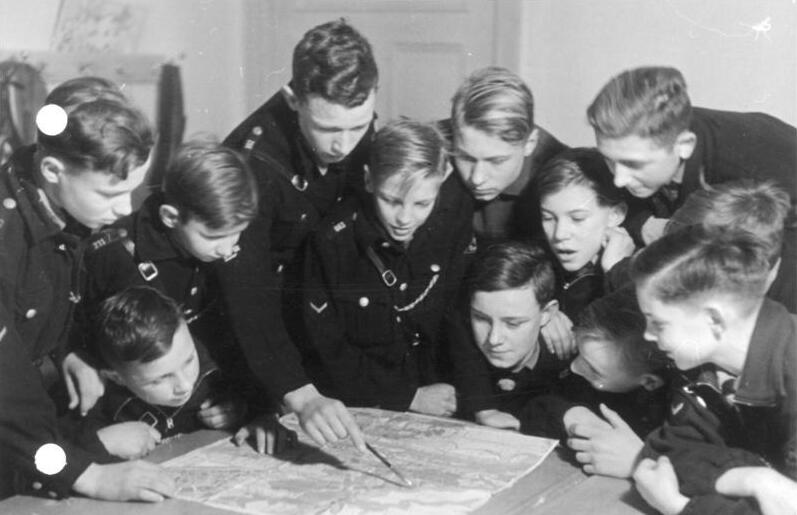
地図の読解訓練を行う少国民団員
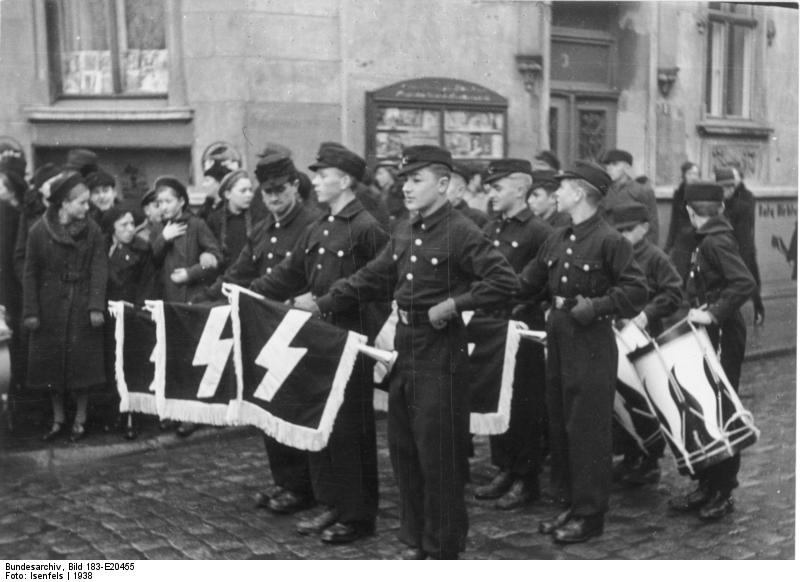
メーメルにおける団員の楽隊（1938年）
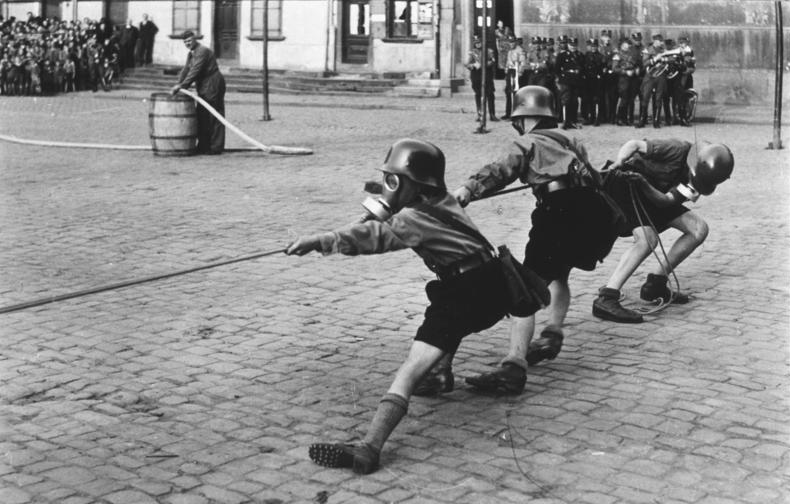
少国民団による消火活動の訓練風景（1933年）
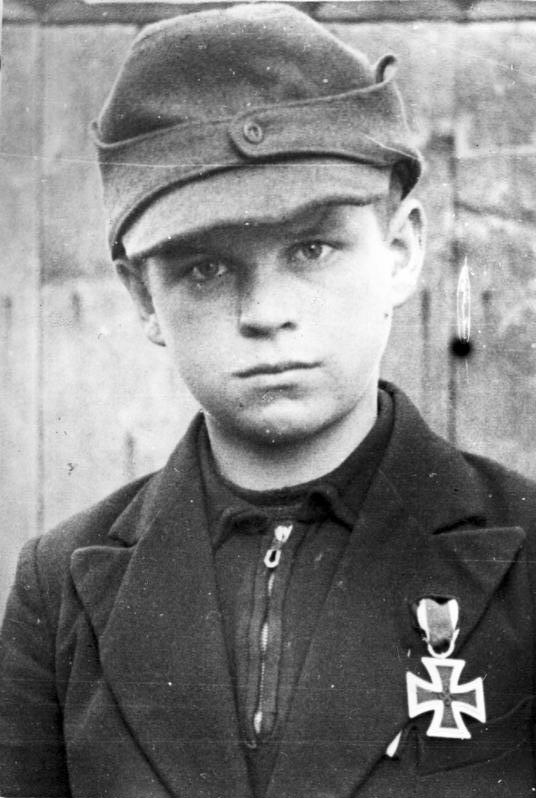
1945年のシュレージエンでの戦闘において負傷兵の救出の功績により、二級鉄十字章を受章した少国民団員のアルフレート・ツェッヒ（英語版）
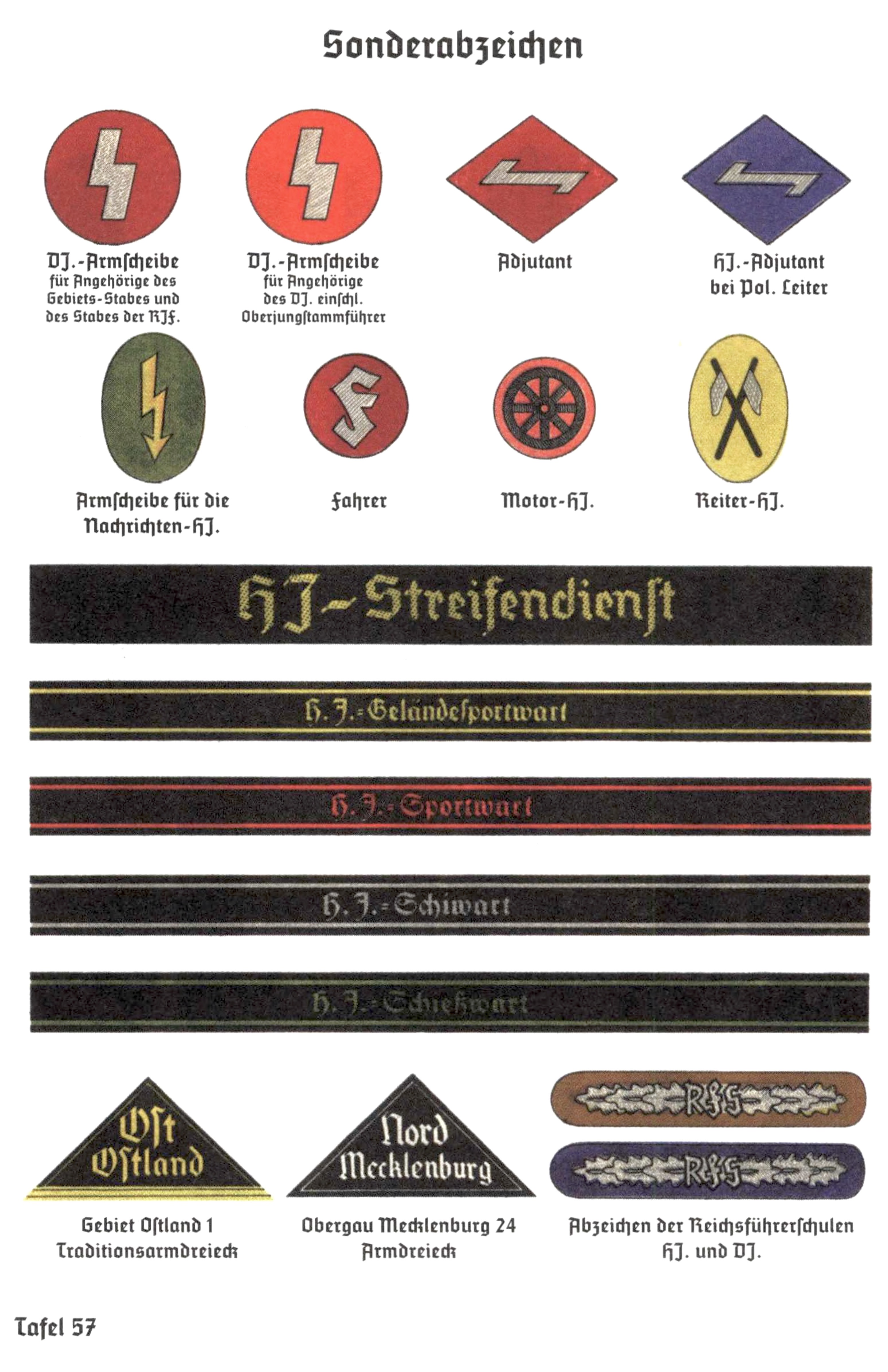
1940年の団員の各徽章
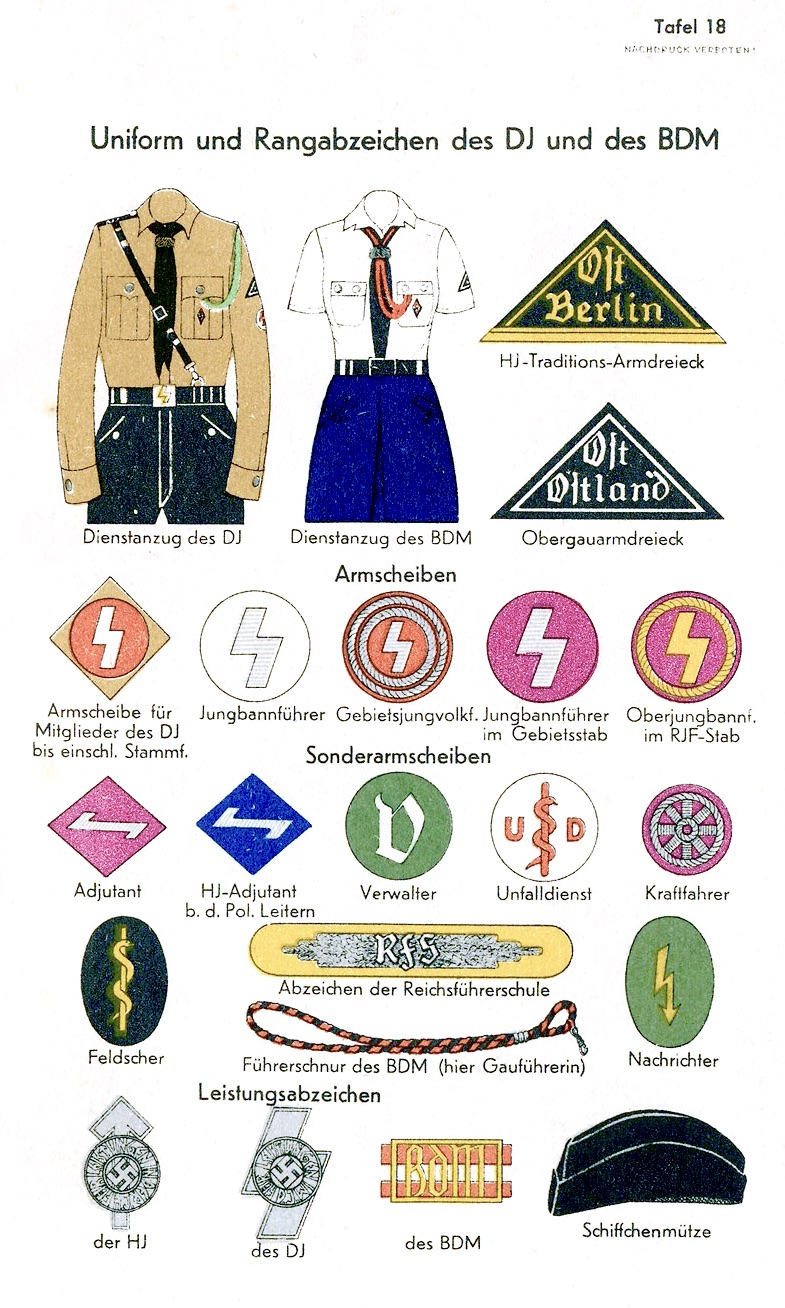
1937年の団員の各徽章
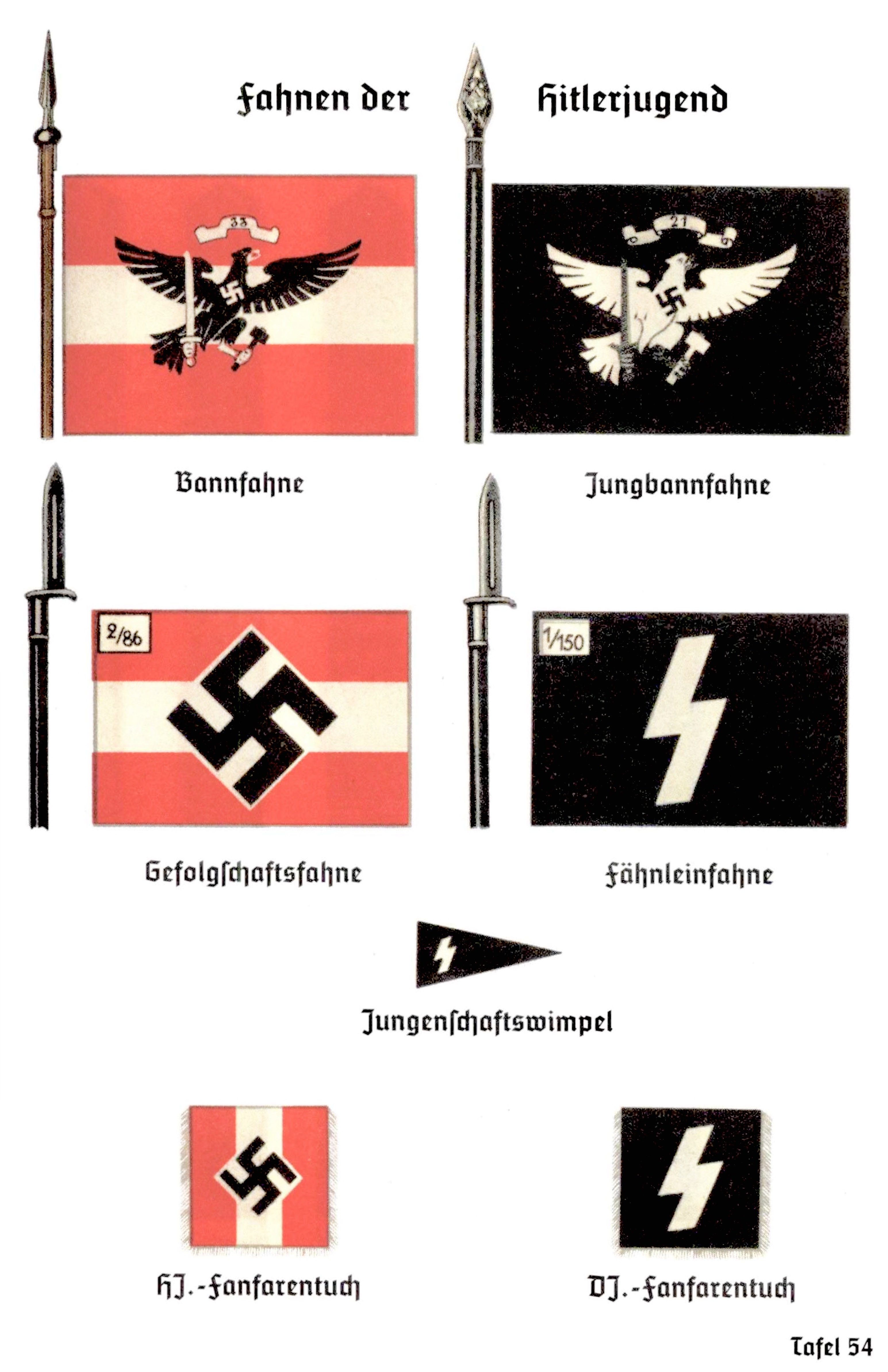
ヒトラーユーゲント（左）とドイツ少国民団（右）の隊旗
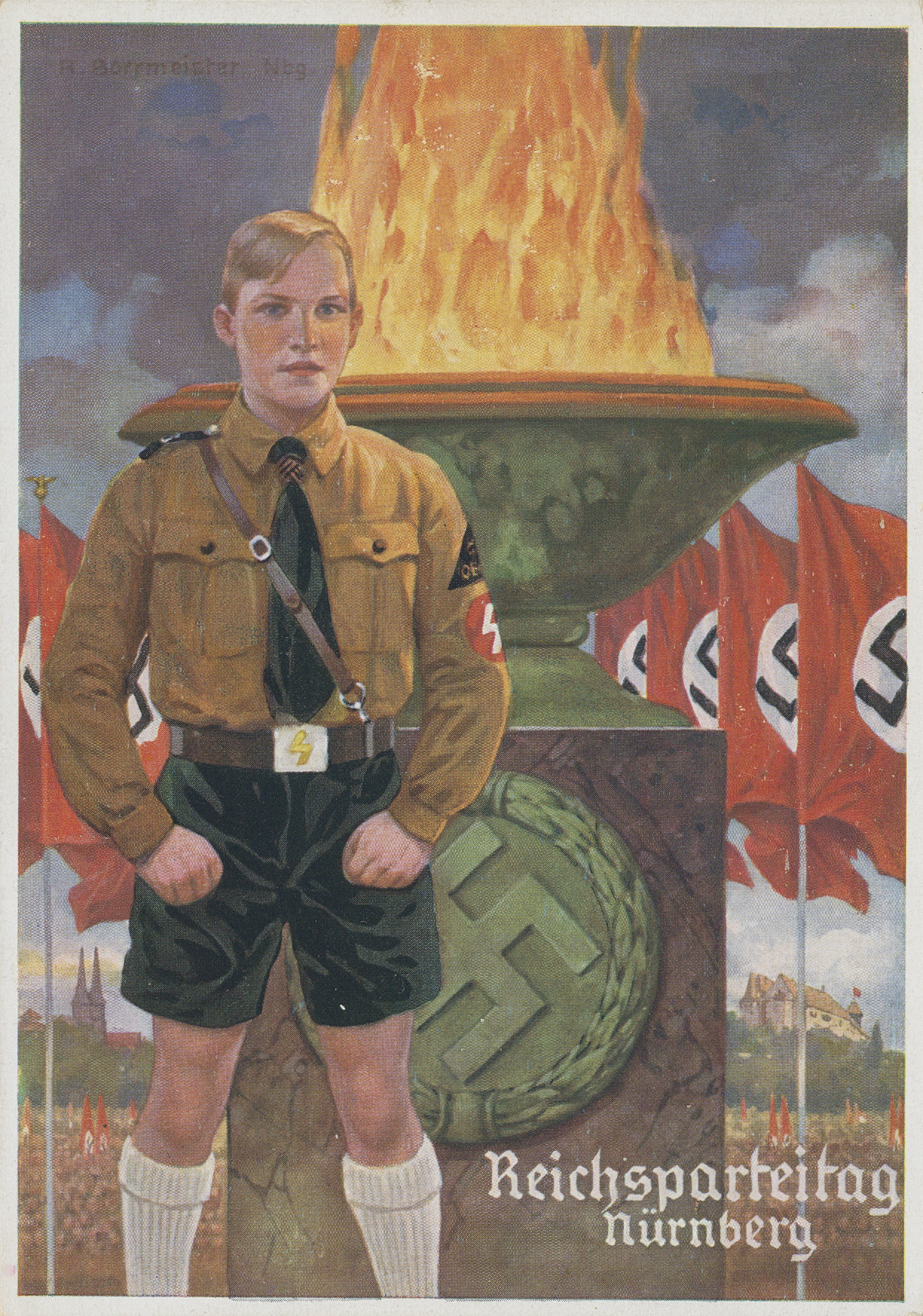
少国民団の描かれた1937年度全国党大会のポスター
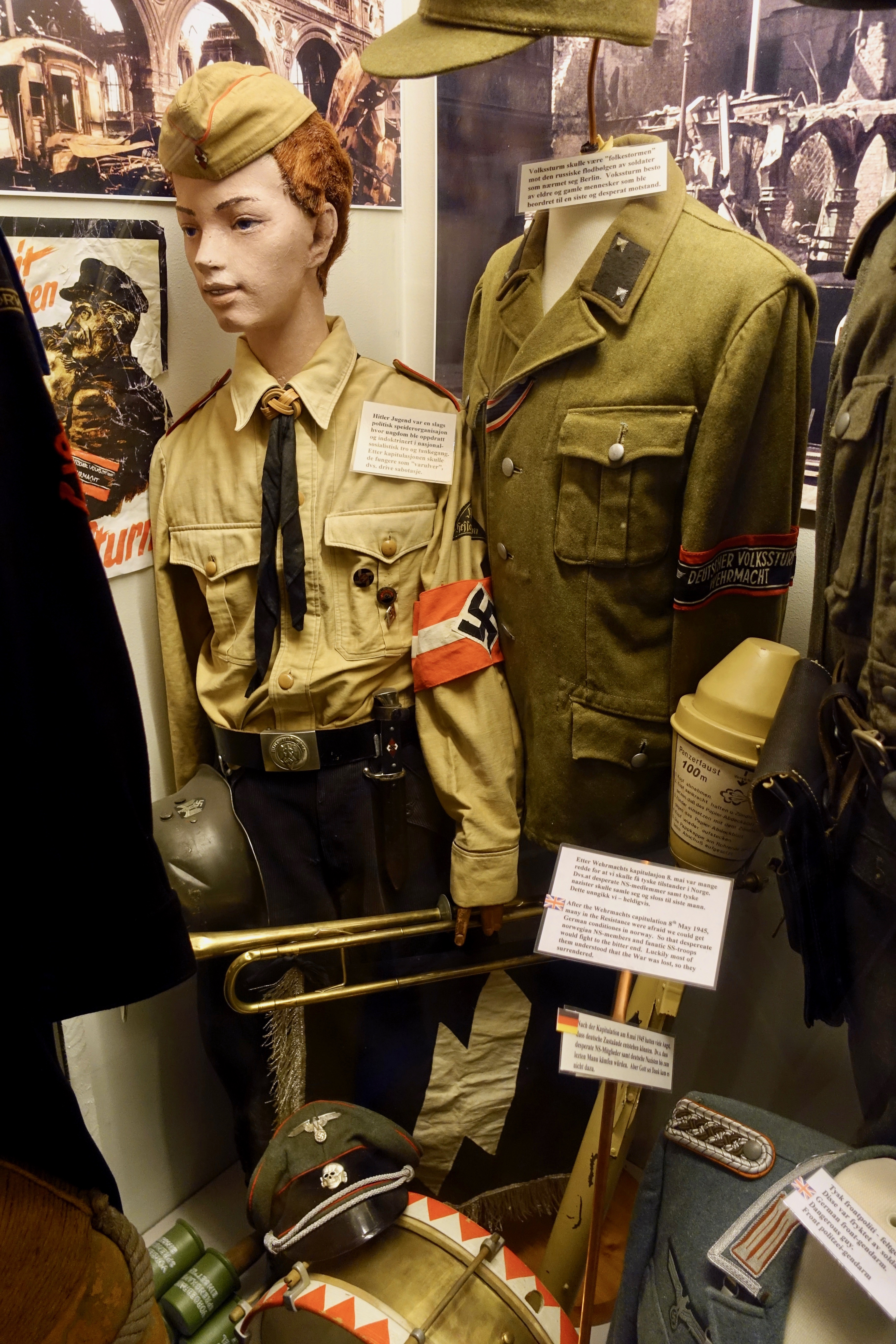
団員の制服（左）
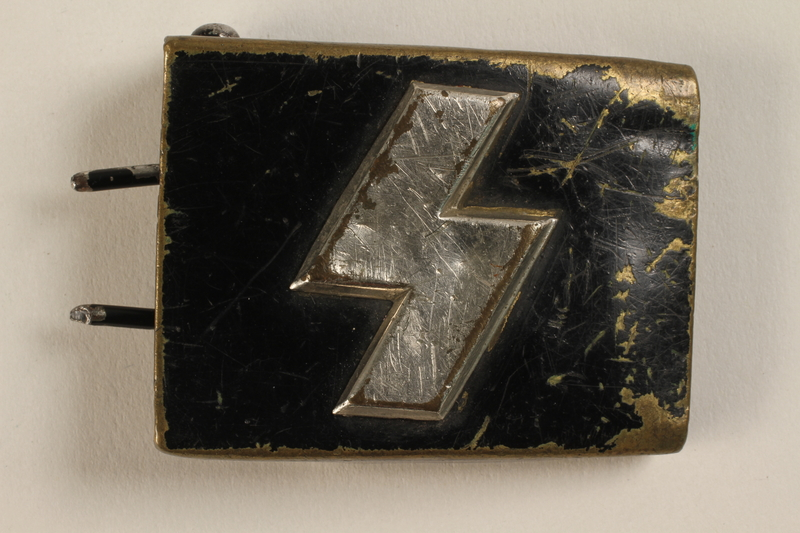
団員のベルトバックル